# Estadi Kamuzu
L'Estadi Kamuzu (anglès: Kamuzu Stadium) és un estadi polivalent situat a la ciutat de Blantyre, a Malawi. Actualment s'utilitza principalment per a partits de futbol. L'estadi té capacitat per a 65.000 persones, limitable per raons de seguretat. Els equips locals de futbol dels Big Bullets i Be Forward Wanderers hi tnen la seu.
L'equip nacional de futbol de Malawi hi ha jugat nombrosos partits.

## Història
L'estadi es va anomenar originalment Rangeley Stadium durant l'època colonial en memòria del funcionari civil britànic William H. J. Rangeley. Més tard va ser conegut com a Estadi Kamuzu (Kamuszu Stadium), en homenatge al primer president de Malawi, Hastings Kamuzu Banda, després que el país obtingués la independència del Regne Unit.

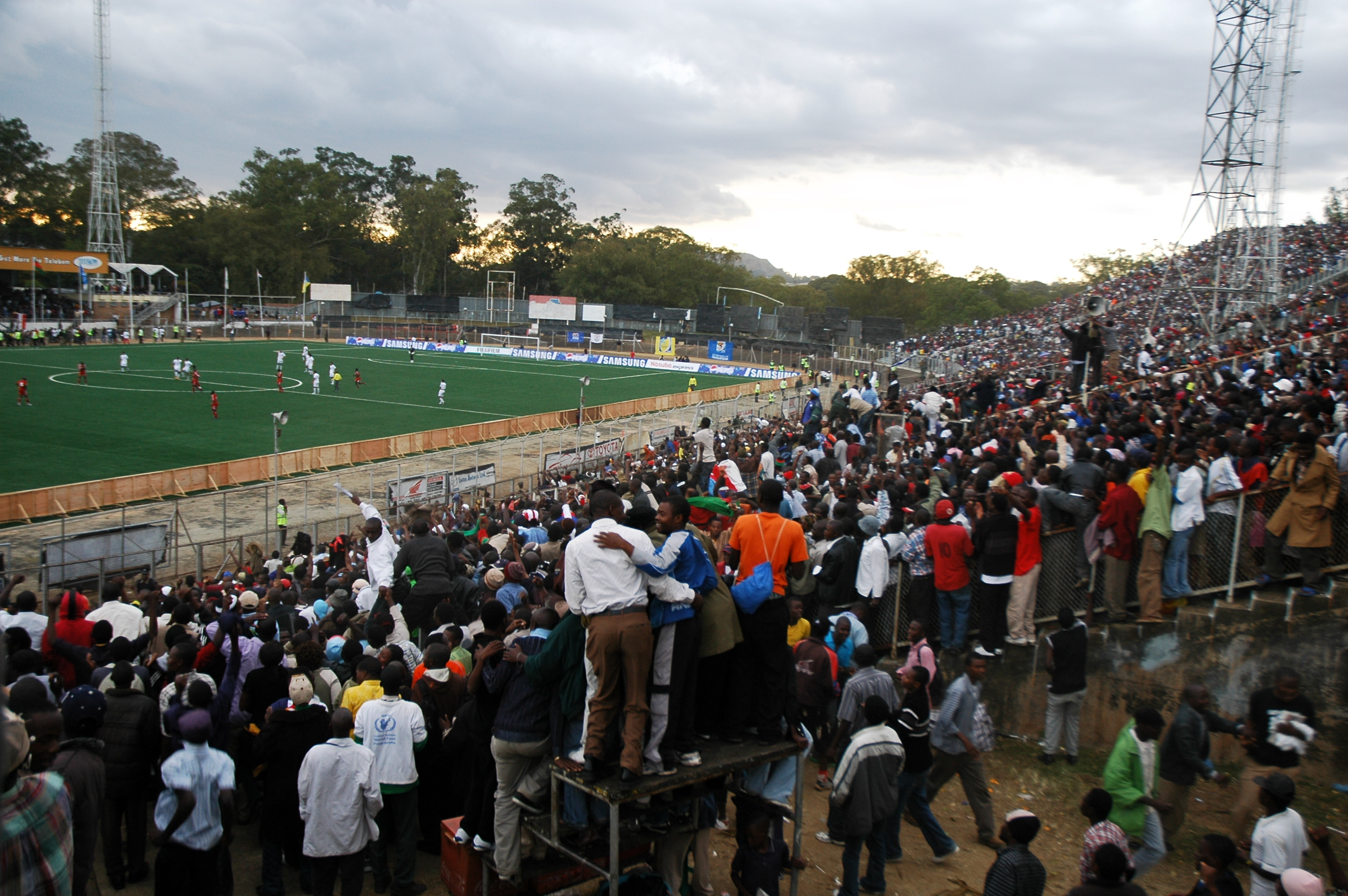
L'Estadi Kamuzu durant el partit Malawi - Egipte el 2008.

Les grades principals van ser dissenyades i dibuixades per L Jeffery i Steve Price, les obres van finalitzar el 1968. Després de la presidència de Kamuzu, el nom va ser canviat a Chichiri Stadium sota el president Bakili Muluzi; tanmateix, el 2004 va tornar a recuperar el nom d'Estadi Kamuzu amb la presidència de Bingu wa Mutharika.
La FIFA a través del seu programa GOAL va patrocinar la instal·lació de gespa artificial en substitudió de l'antiga natural. Aquest camp de gespa artificial, anomenat Xtreme Turf, ha estat fabricat i instal·lat per Act Global.
La cerimònia d'inauguració del president Peter Mutharika es va celebrar a l'Estadi Kamuzu el 2 de juny de 2014.